# Vlag van Liempde

Vlag van de gemeente Liempde
(de facto, 1975-1996)

Vlag van de gemeente Liempde
(de jure, 1975-1996)

De vlag van Liempde werd op 8 december 1975 bij raadsbesluit vastgesteld als de gemeentelijke vlag van de Noord-Brabantse gemeente Liempde. De vlag is in het besluit als volgt beschreven:
Vijf banen blauw-geel-blauw-geel-blauw, waarvan de hoogten zich verhouden als 1:2:1:2:1, met in de bovenhals ter hoogte van drie banen en ter lengte van de broeking een blauwe rechthoek, waarop een witte ploeg op het midden (hoogte 2/5 vlaghoogte, lengte 1/4 vlaghoogte).
Opmerking: de volgorde van de kleuren is verkeerd weergegeven; de gemeentesecretaris schrijft op 7 december 1985 een nota, waarin wordt vermeld dat de maten van de ploeg zijn omgewisseld en niet overeenstemmen met de bij het raadsbesluit behorende tekening. De vlag had de jure er dus eigenlijk zo uit behoren te zien als hiernaast getekend. 
De kleuren van de vlag zijn ontleend aan die van het gemeentewapen, met uitzondering van de witte ploeg. Omdat bij aanvraag de kleuren niet waren gespecificeerd is het wapen door de Hoge Raad van Adel in de rijkskleuren (geel op blauw) verleend.
Op 1 januari 1996 is Liempde opgegaan in de gemeente Boxtel, waarmee de vlag als gemeentevlag kwam te vervallen.

## Verwante afbeelding

Wapen van Liempde

Aalburg 
· Aarle-Rixtel 
· Alphen en Riel 
· Bakel en Milheeze 
· Beek en Donk 
· Beers 
· Berghem 
· Berkel-Enschot 
· Berlicum 
· Bladel en Netersel 
· Borkel en Schaft 
· Boxmeer 
· Budel 
· Chaam 
· Cuijk 
· Cuijk en Sint Agatha 
· Den Dungen 
· Diessen 
· Dinteloord en Prinsenland 
· Drunen 
· Dussen 
· Engelen 
· Erp 
· Esch 
· Escharen 
· Fijnaart en Heijningen 
· Geffen 
· Geldrop 
· Gemert 
· Giessen 
· Ginneken en Bavel 
· Grave 
· 's Gravenmoer 
· Haaren 
· Halsteren 
· Haps 
· Heesch 
· Heeswijk-Dinther 
· Heeze 
· Helvoirt 
· Hoeven 
· Hooge en Lage Mierde 
· Hooge en Lage Zwaluwe 
· Hoogeloon, Hapert en Casteren 
· Huijbergen 
· Klundert 
· Landerd 
· Leende 
· Liempde 
· Lieshout 
· Lith 
· Luyksgestel 
· Maarheeze 
· Maasdonk 
· Made en Drimmelen 
· Megen, Haren en Macharen 
· Mierlo 
· Mill en Sint Hubert 
· Moergestel 
· Nieuw-Ginneken 
· Nieuw-Vossemeer 
· Nistelrode 
· Nuland 
· Oeffelt 
· Oost-, West- en Middelbeers 
· Oploo, Sint Anthonis en Ledeacker 
· Ossendrecht 
· Oud en Nieuw Gastel 
· Oudenbosch 
· Prinsenbeek 
· Putte 
· Raamsdonk 
· Ravenstein 
· Reusel 
· Riethoven 
· Rijsbergen 
· Rijswijk 
· Roosendaal en Nispen 
· Rosmalen 
· Schaijk 
· Schijndel 
· Sint Anthonis 
· Sint-Oedenrode 
· Sprang-Capelle 
· Standdaarbuiten 
· Terheijden 
· Teteringen 
· Uden 
· Udenhout 
· Veghel
· Vessem, Wintelre en Knegsel 
· Vierlingsbeek 
· Vlijmen 
· Wanroij 
· Waspik 
· Werkendam 
· Westerhoven 
· Willemstad 
· Woudrichem 
· Wouw 
· Zeeland 
· Zevenbergen